# Gepülzig
Gepülzig ist eine zum Ortsteil Naundorf gehörige Siedlung der Gemeinde Erlau im sächsischen Landkreis Mittelsachsen. Gemeinsam mit Neugepülzig, welches heute als eigener Ortsteil der Gemeinde Erlau gilt, bildet Gepülzig eine Gemarkung, welche bereits vor 1875 zu Naundorf gezählt wurde. Mit Naundorf wurde Gepülzig am 1. März 1963 nach Milkau eingemeindet, mit dem es am 1. Januar 1999 zur Gemeinde Erlau kam. Am 1. Juli 2002 wurde Gepülzig als Gemeindeteil von Erlau gestrichen.

## Geographie

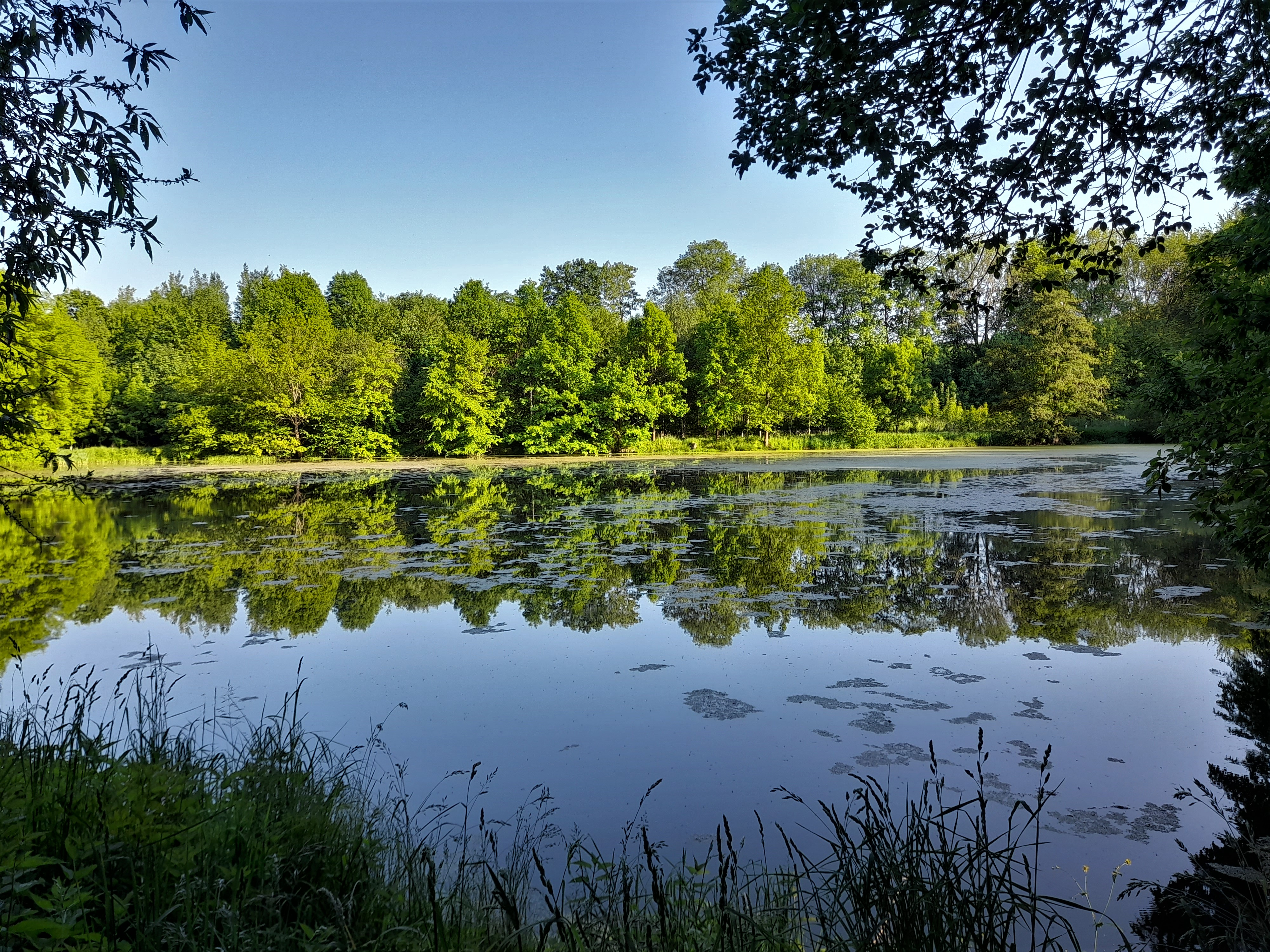
Mühlteich Gepülzig

### Geographische Lage und Verkehr
Gepülzig liegt im Westen der Gemeinde Erlau. Der Ort geht im Süden relativ nahtlos in den Nachbarort Naundorf über.

### Nachbarorte
| Gröbschütz | Milkau (Schönfeld)                          |          |
| Zetteritz  | Kompassrose, die auf Nachbargemeinden zeigt |          |
|            | Neugepülzig                                 | Naundorf |

## Geschichte

### Siedlung Gepülzig

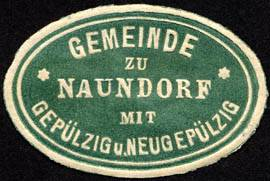
Siegelmarke Gemeinde zu Naundorf mit Gepülzig und Neugepülzig

Der Ortsname Gepülzig wurde erstmals in den Jahren 1349/1350 urkundlich unter Nennung der Herren Heinricus et Conradus de Gebulczk und im Jahr 1378 als Gebulcz erwähnt. Er bezog sich jedoch zunächst nur auf den Herrensitz bzw. auf das spätere Rittergut. Die in der Nähe des Ritterguts entstandenen fünf Häuser führten 1590 noch die Bezeichnung „Mühldörfel“. Der Grund war vermutlich, dass der Weg von Naundorf nach der 1611 erstmals erwähnten Gepülziger Mühle durch die Siedlung führte. Bezüglich der Grundherrschaft gehörten diese Häuser, wie auch die Gepülziger Mühle bis ins 19. Jahrhundert zum Rittergut Gepülzig. Die Einwohner der um das Rittergut entstandenen Häuser von Gepülzig und Neugepülzig sind seit jeher in die Kirche von Großmilkau gepfarrt, da die im Jahr 1501 erstmals erwähnte St.-Leonhard-Kapelle den Besitzern des Ritterguts Gepülzig vorbehalten war.
Gepülzig gehörte bis in die Mitte des 19. Jahrhunderts zum kursächsischen bzw. königlich-sächsischen Amt Rochlitz. Nach Abtretung an den sächsischen Staat ging die Gerichtsbarkeit von Gepülzig am 26. August 1852 auf das Justizamt Rochlitz über. Bei den im 19. Jahrhundert im Königreich Sachsen durchgeführten Verwaltungsreformen wurden die Ämter aufgelöst. Dadurch kam Gepülzig im Jahr 1856 unter die Verwaltung des Gerichtsamts Rochlitz und 1875 an die neu gegründete Amtshauptmannschaft Rochlitz. Während die Siedlung Gepülzig (1871: 121 Einwohner) und das in dessen Flur liegende Neugepülzig (1871: 63 Einwohner) zu dieser Zeit bereits politisch zu Naundorf gerechnet wurden, war der Rittergutsbezirk Gepülzig (1900: 20 Einwohner) zu dieser Zeit noch politisch eigenständig. Die Schüler aus Gepülzig besuchten ab 1889 die neu errichtete Schule in Naundorf und nach deren Schließung im Jahr 1959 die Schule in Zetteritz.
Durch die zweite Kreisreform in der DDR im Jahr 1952 wurde die Gemeinde Naundorf, zu der Gepülzig und Neugepülzig gezählt wurden, dem Kreis Rochlitz im Bezirk Chemnitz (1953 in Bezirk Karl-Marx-Stadt umbenannt) angegliedert. Die Gemeinde Naundorf mit Gepülzig und Neugepülzig wurde am 1. März 1963 nach Milkau eingemeindet.
Gepülzig gehörte als Teil der Gemeinde Milkau seit 1990 zum sächsischen Landkreis Rochlitz, der 1994 im neu gebildeten Landkreis Mittweida und 2008 im Landkreis Mittelsachsen aufging. Durch den Zusammenschluss der Gemeinden Erlau und Milkau am 1. Januar 1999 wurden u. a. Naundorf und Neugepülzig zu Ortsteilen der Gemeinde Erlau. Die Ortslage Gepülzig wurde hingegen am 1. Juli 2002 als Gemeindeteil gestrichen. Die Gemarkung, in der Gepülzig und Neugepülzig (ohne die Schäferei) liegen, ist jedoch bis heute nach Gepülzig benannt.

### Rittergut Gepülzig

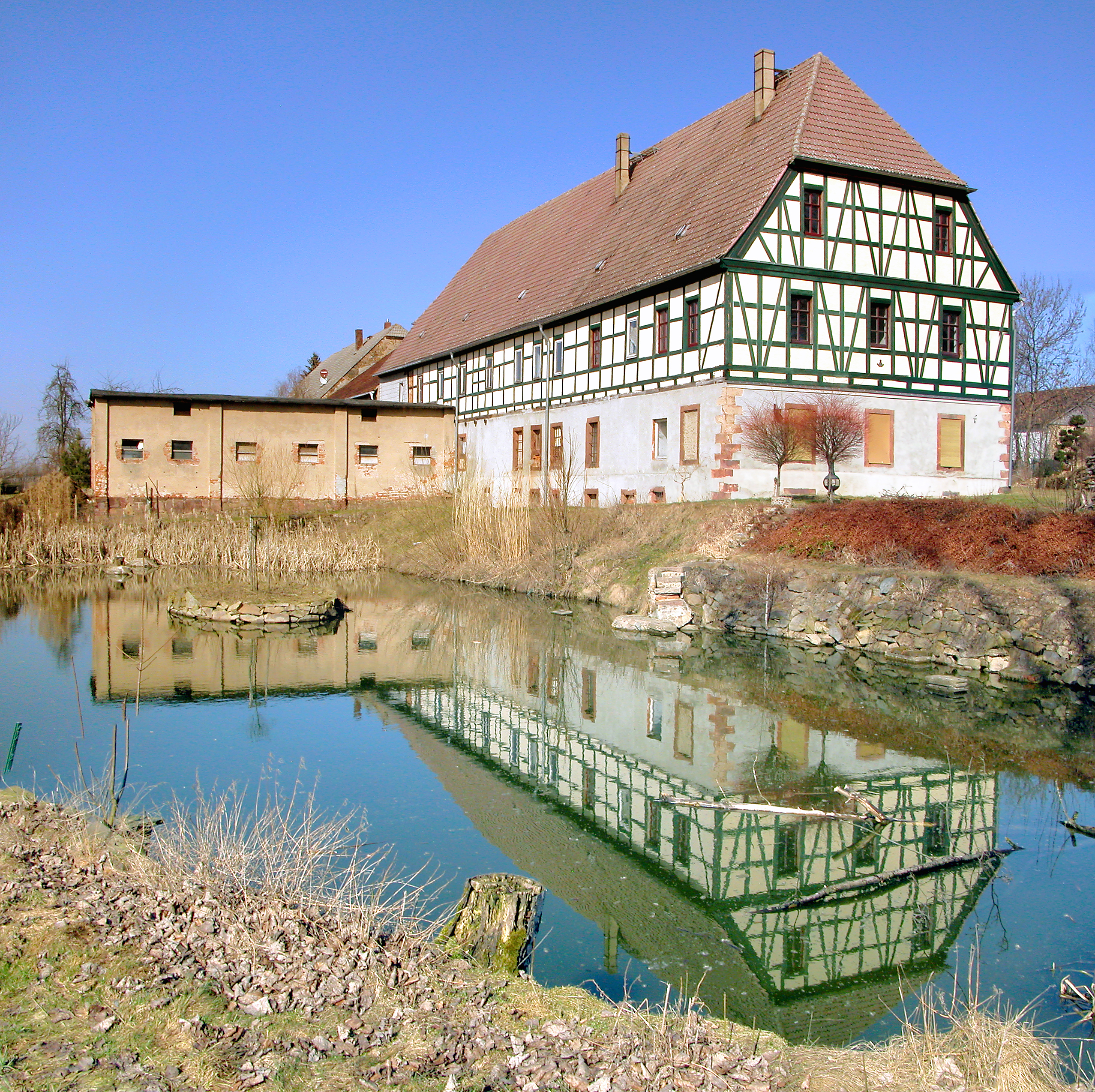
Wirtschaftsgebäude des Ritterguts Gepülzig

Der Herrensitz Gepülzig wurde erstmals in den Jahren 1349/1350 im Lehnbuch Friedrichs des Strengen unter Nennung der Herren Heinricus et Conradus de Gebulczk urkundlich erwähnt. Besitzer des ursprünglichen Einzelguts waren ab 1486 bis ins 17. Jahrhundert die Herren von Milkau. Das seit 1551 nachgewiesene Rittergut Gepülzig unterstand lediglich in der kurzen Zeit zwischen 1594 und 1607 Georg von Taupadel. George Wilhelm von Milkau war um 1651 der einzige bekannte Vertreter der Herren von Milkau, der zeitgleich die benachbarten drei Rittergüter Großmilkau, Kleinmilkau und Gepülzig besaß. Als letzter Vertreter aus der Familie von Milkau besaß um 1675 Hans Wilhelm von Milkau das Rittergut Gepülzig. Anschließend unterstand es den Familien von Alnpeck, von Biesenrodt und von Pölnitz. Seit 1733 war Graf Hans Joachim von Wallwitz auf Schweikershain Besitzer des Ritterguts Gepülzig. Er veranlasste den Bau des neuen Herrenhauses in den Jahren 1734 bis 1738 nach Plänen des Architekten David Schatz. Das heute noch existierende Wirtschaftsgebäude wurde 1771 errichtet. Die Nachfahren von Hans Joachim von Wallwitz besaßen das Rittergut Gepülzig bis 1835. Anschließend kam es an Kurt Ewald von Germar aus dem Nachlass der Familie von Wallwitz, bis er es 1853 an den Rochlitzer Kaufmann Karl Emil Winkler verkaufte.
Zur Grundherrschaft Gepülzig gehörten neben dem Rittergut Gepülzig mit der St.-Leonhard-Kapelle die Siedlungen Gepülzig (mit der Gepülziger Mühle) und Neugepülzig (1724 entstanden), sowie Anteile von Naundorf und Gröbschütz. Weiterhin gehörten zur Grundherrschaft Gepülzig die Vorwerke in Naundorf und Neugepülzig (spätere Schäferei).
Das Rittergut Gepülzig wurde im Jahr 1884 von Otto Kirchner aus Gautzsch bei Leipzig übernommen. Ihm folgten sein Sohn Karl Otto Ernst und sein Enkel Günther. Günther Kirchner besaß das Rittergut mit seiner Familie bis zur Enteignung im Zuge der Bodenreform in der Sowjetischen Besatzungszone ab 1945. Während Günther Kirchner in ein Internierungslager nach Rügen gebracht wurde, verwies man seine Frau und die Kinder in ein kleines Holzhaus an der Scheibe im angrenzenden Nachbarort Naundorf. Die Gebäude des Ritterguts Gepülzig wurden 1948 zur Gewinnung von Baumaterial für Neubauernhäuser abgerissen. Laut Eintrag in der Mühlendatenbank der Ahnenforschung Liebert kaufte der einstige Rittergutsbesitzer Kirchner ca. 1949/1950 das Anwesen der Gepülziger Mühle, deren Grund und Boden bis 1945 zum Rittergut gehört hatte und die bereits seit 1917 bis zur Enteignung in Familienbesitz gewesen war. Von dem einstigen Schloss blieben nur Ruinenreste. Das vermutlich um 1771 erbaute, heute leerstehende Wirtschaftsgebäude und die St.-Leonhard-Kapelle, die 1948 in kirchliches Eigentum übertragen worden war, blieben hingegen bis heute erhalten.

### St.-Leonhard-Kapelle

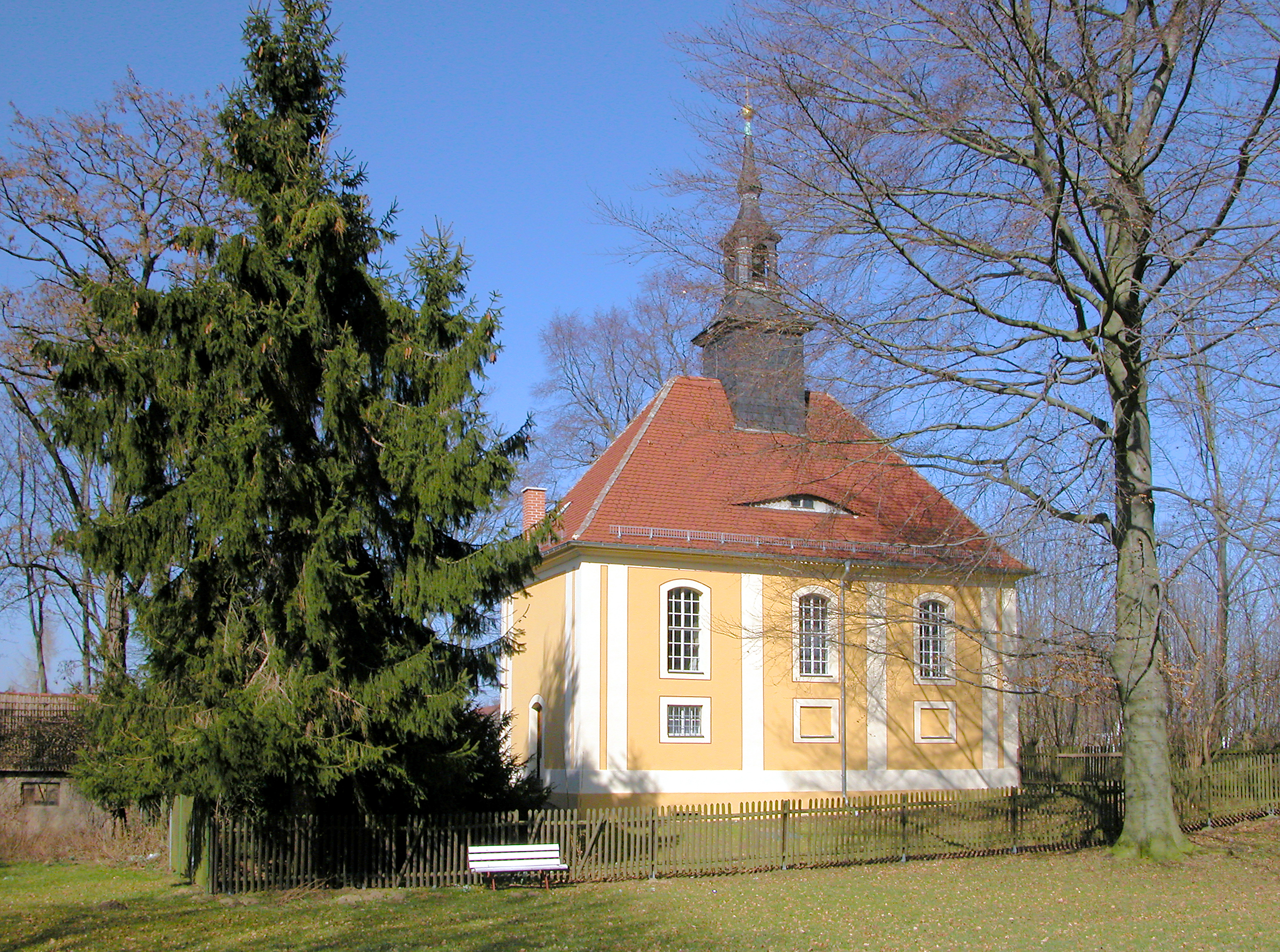
St.- Leonhard-Kapelle des Ritterguts Gepülzig

Die St.-Leonhard-Kapelle in Gepülzig wurde erstmals im Jahr 1501 in einem Brief des Meißner Bischofs Johann VI. (Amtszeit von 1487 bis 1518) erwähnt. Diese Urkunde ist leider mit den Akten des Rittergutsarchivs nach dem Zweiten Weltkrieg verschwunden. Die St.-Leonhard-Kapelle gehörte als Privatbesitz zum benachbarten Rittergut Gepülzig, weshalb sie den Besitzern des Ritterguts Gepülzig vorbehalten war und von ihnen auch als Grablege genutzt wurde. Die Einwohner der um das Rittergut entstandenen Häuser von Gepülzig sind hingegen seit jeher in die Kirche von Großmilkau gepfarrt. Teilweise durften sie aber unter Erlaubnis der Gutsherrschaft den Gottesdiensten und kirchlichen Handlungen in der Kapelle beiwohnen.
Im Jahr 1778 veranlasste der Rittergutsbesitzer Graf Gottlieb Leberecht von Wallwitz die Renovierung der Kapelle. Sie erhielt eine schlichte Innenausstattung im Stil des Rokoko. Zeugen dieser Renovierung sind u. a. die Initialen des Grafen von Wallwitz über dem Chor im Inneren der Kapelle und die Wetterfahne mit der Inschrift „G.L.V.W. 1778“. Die Kanzel über dem Altar stammt vermutlich aus dem Jahr 1785, während der aus Sandstein gefertigte Taufstein um 1650 entstanden ist. Unter dem Rittergutsbesitzer Kurt Ewald von Germar fand im Jahr 1835 eine weitere Renovierung der Kapelle statt. Karl Emil Winkler, der ab 1853 das Rittergut Gepülzig und das Vorwerk in Naundorf besaß, ließ beim Abriss der Wirtschaftsgebäude des Naundorfer Vorwerks die Wappen der Familien von Einsiedel und von Pölnitz vom Eingang des leerstehenden Naundorfer Herrenhauses entfernen. Sie fanden ihren neuen Platz in der Gepülziger Kapelle an der östlichen Wand links neben dem Altar.
Die St.-Leonhard-Kapelle, welche wie die Gepülziger Mühle zum Besitz des Ritterguts Gepülzig gehörte, fiel im Jahr 1945 unter die Enteignung im Zuge der Bodenreform in der Sowjetischen Besatzungszone ab 1945. Während das Rittergut im Jahr 1948 zur Gewinnung von Baumaterial für Neubauernhäuser abgerissen wurde, überführte man die Kapelle durch einen Übereignungsbeschluss vom 29. November 1948 in kirchliches Eigentum. Der Turm der Kapelle erhielt 1960 zwei aus den Jahren 1748 und 1778 stammende Glocken. Zwei Jahre später erfolgte eine Renovierung des Gotteshauses, u. a. mit Verlegung elektrischer Leitungen. Da die St.-Leonhard-Kapelle keine Orgel besaß, erfolgte aus Kostengründen im Jahr 1970 die Anschaffung eines Harmoniums. Vier Jahre danach erfolgte die Neueindeckung des Dachs und die Reparatur der Kupferkugel. In der jüngeren Vergangenheit erhielt die Kapelle im Jahr 2005 sechs neue Fenster und 2009/2010 neuen Außenputz, neuen Fußboden und eine neue Innenbeleuchtung. Nach dieser umfangreichen Sanierung erfolgte am 13. Mai 2010 die Einweihung des Gotteshauses.

### Gepülziger Mühle

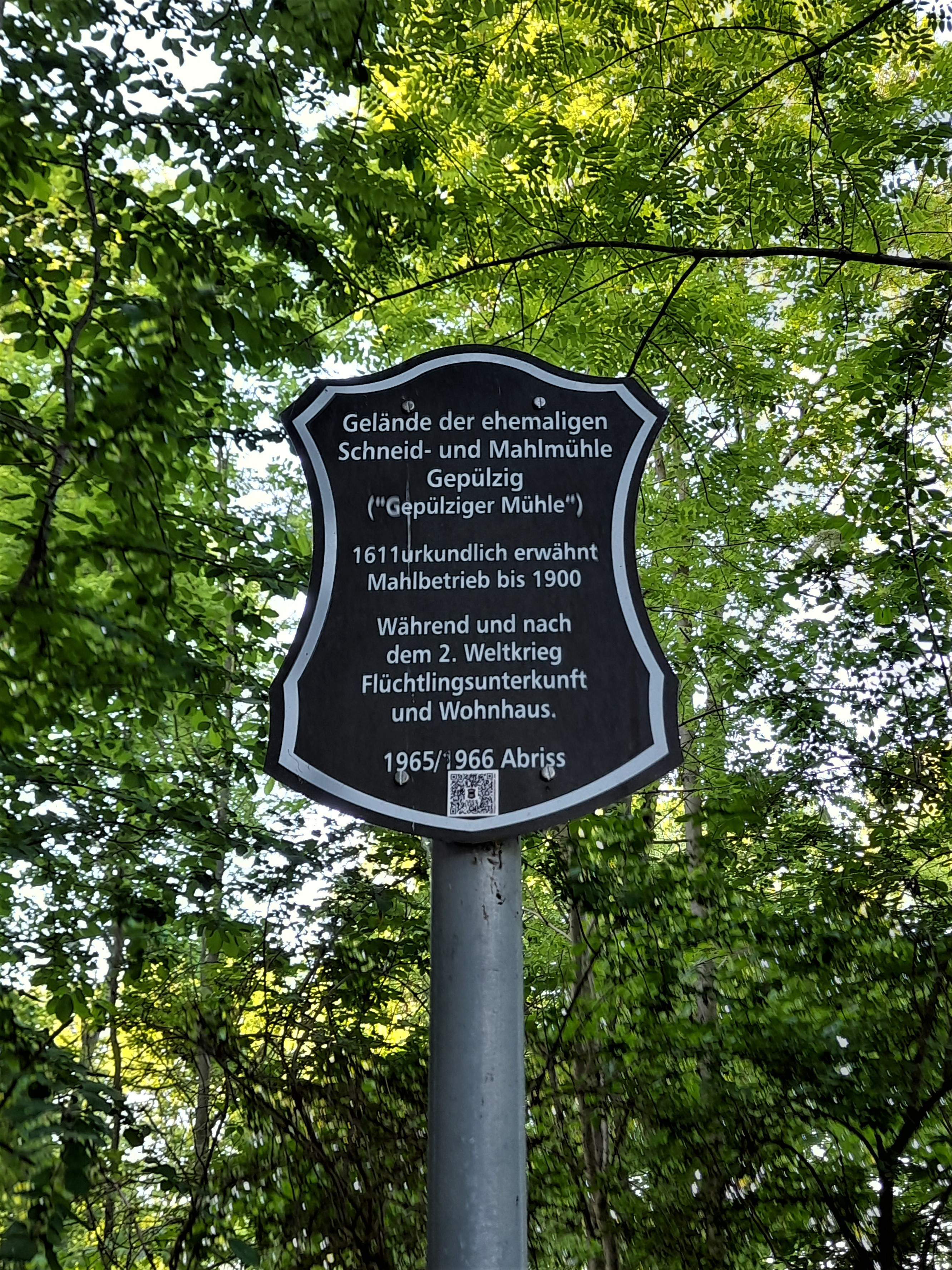
Heimatschilder Erlau, Infotafel Gelände der Gepülziger Mühle

Die Gepülziger Mühle befand sich im Tal des Schönfelder Bachs nordwestlich des Ritterguts Gepülzig. Sie wurde vermutlich im Jahr 1611 erstmals urkundlich erwähnt. Dass sie vermutlich älter ist, lässt der um 1590 belegte Name „Mühldörfel“ für die fünf Häuser der späteren Siedlung Gepülzig erahnen, die auf dem Weg von Naundorf zur Gepülziger Mühle lagen. Da der Grund und Boden, auf dem die Gepülziger Mühle stand, dem jeweiligen Besitzer des Ritterguts Gepülzig gehörte, war die Mühle immer eng mit dem Rittergut verbunden gewesen. Der jeweilige Müller besaß lediglich die Mühlengebäude. Da sich vor 1699 in den Kirchenbüchern keine Belege über Kaufverträge finden, lässt sich nicht nachweisen, ob auf der Mühle zu dieser Zeit Eigentumsmüller oder Mühlenpächter bzw. beim Rittergut angestellte Müller gearbeitet haben. Die Müller der Gepülziger Mühle lassen sich ab 1699 nachweisen.
Die Gepülziger Mühle war eine Mahl- und Schneidemühle. Sie bestand aus einem Vierseithof mit Anbau an Scheune und Kuhstall und zwei Felsenkellern. Die Jahreszahl 1748 über der Tür des Wohnhauses deutete darauf hin, dass die Gebäude der Mühle in diesem Jahr neu errichtet wurden. Oberhalb des Mühlteichs, der vom Wasser des Schönfelder Bachs angetrieben wurde, befand sich die Schneidemühle. Unterhalb der Schönfelder Brücke befand sich das erforderliche Wehr, von dem das Wasser über einen Mühlgraben zur Sägemühle geleitet wurde. Die Mahlmühle besaß ein oberschlächtiges Wasserrad mit einem Durchmesser von 3 Metern. Der Mahlbetrieb wurde im Jahr 1900 eingestellt.
Nachdem der letzte Mühlenbesitzer Walter Zimmermann im Jahre 1917 verstorben war, erwarb Otto Kirchner, Rittergutsherr auf Gepülzig, die Mühle. Er veranlasste im Jahr 1921 den Abriss der in unmittelbarer Nähe stehenden Schneidmühle. Die Anzahl der Wohnungen in der Mühle wurde ab 1933 von zwei auf vier erhöht. Sie wurden zunächst von Angestellten des Ritterguts, nach 1940 von bis zu sieben Flüchtlingsfamilien bewohnt. Laut Eintrag in der Mühlendatenbank der Ahnenforschung Liebert kaufte der 1945 enteignete Rittergutsbesitzer Kirchner ca. 1949/1950 das Anwesen der Gepülziger Mühle. Die abseits der Orte Gepülzig und Naundorf liegende Mühle wurde erst 1952 an das elektrische Ortsnetz angeschlossen. Scheune und Kuhstall der Mühle wurden 1957 abgerissen.
Im Zuge der Kollektivierung der Landwirtschaft in der DDR wurden das Land und die Gebäude der Gepülziger Mühle im Jahr 1960 verstaatlicht und der LPG Naundorf angeschlossen. Der Abriss der mittlerweile leerstehenden Gebäude erfolgte in den Jahren 1961/1962. Das hierbei gewonnene Baumaterial wurde zur Errichtung des Sportlerheims in Großmilkau verwendet. Am einstigen Standort erinnern heute nur noch die Felsenkeller und der Mühlteich an die einstige Gepülziger Mühle.

## Kulturdenkmale
- St.-Leonhard-Kapelle